# Aktion Kugel
La Kugel-Erlass (en español: decreto bala), también conocida como Aktion Kugel, fue un decreto secreto (Geheimbefehl), emitido por la Alemania nazi el 2 de marzo de 1944. El decreto establecía que los prisioneros de guerra aliados huidos, especialmente oficiales y suboficiales, debían ser entregados al Sicherheitsdienst (SD) que debía ejecutarlos, "im Rahmen der Aktion Kugel" (traducido como parte de la Aktion Kugel), en el campo de concentración de Mauthausen-Gusen.
Esta orden contravenía directamente las disposiciones del Tercer Convenio de Ginebra.
Se hizo una excepción para los prisioneros de guerra británicos y estadounidenses que escaparon. Su destino lo decidiría el Alto Mando alemán (en alemán: Oberkommando der Wehrmacht) caso por caso. El decreto bala se modificó más tarde para incluir a los soldados británicos después de la "Gran Huida" del Stalag Luft III del 25 de marzo de 1944.
No se conoce con precisión el número de prisioneros de guerra fugitivos ejecutados por la Kugel-Erlass; las estimaciones varían entre 1.300 y 5.040 ejecutados. La gran mayoría de estos prisioneros de guerra procedían de la URSS. Se sabe que cinco oficiales holandeses fugados, y se sospecha que cuatro más, fueron ejecutados en Mauthausen como resultado de la Kugel-Erlass.